# Мэннинг, Илай
Илайша Нельсон «Илай» Мэннинг (англ. Elisha Nelson "Eli" Manning, род. 3 января 1981 года в Новом Орлеане, Луизиана) — игрок в американский футбол, стартовый квотербек команды «Нью-Йорк Джайентс», выступающей в Национальной футбольной лиге (НФЛ). Мэннинг был выбран на драфте НФЛ 2004 года под первым номером клубом «Сан-Диего Чарджерс», которые обменяли его в «Джайентс» на четвёртый номер драфта Филиппа Риверса и два выбора на драфте.

## Статистика
Зав = Завершённые пасы; Поп = Попыток; %Зав = Процент завершённых пасов; Я/П = Ярдов за одну попытку; ТД-п = Тачдаун-пасов; Пер = Перехватов; ТД = Тачдаунов.
| Год   | Команда           | Игр | Пасы | Пасы  | Пасы | Пасы   | Пасы | Пасы | Пасы | Выносы | Выносы | Выносы |
| Год   | Команда           | Игр | Зав  | Поп   | %Зав | Ярдов  | Я/П  | ТД-п | Пер  | Поп    | Ярдов  | ТД     |
| ----- | ----------------- | --- | ---- | ----- | ---- | ------ | ---- | ---- | ---- | ------ | ------ | ------ |
| 2004  | Нью-Йорк Джайентс | 9   | 95   | 197   | 48.2 | 1,043  | 5.3  | 6    | 9    | 6      | 35     | 0      |
| 2005  | Нью-Йорк Джайентс | 16  | 294  | 557   | 52.8 | 3,762  | 6.8  | 24   | 17   | 29     | 80     | 1      |
| 2006  | Нью-Йорк Джайентс | 16  | 301  | 522   | 57.7 | 3,244  | 6.2  | 24   | 18   | 25     | 21     | 0      |
| 2007  | Нью-Йорк Джайентс | 16  | 297  | 529   | 56.1 | 3,336  | 6.3  | 23   | 20   | 29     | 69     | 1      |
| Всего | Всего             | 57  | 987  | 1,805 | 54.7 | 11,385 | 6.3  | 77   | 64   | 89     | 205    | 2      |

## Достижения
- Johnny Unitas Golden Arm Award (2003)
- Награда Максвелла (2003)
- Conerly Trophy Winner (2001, 2003)
- Чемпион Супербоула (XLII)
- MVP Супербоула XLII[3]
- Чемпион Супербоула (XLVI)
- MVP Супербоул XLVI

## Личная жизнь

### Семья
Его отец, Арчи Мэннинг, был звездой американского футбола, выступая за «Нью-Орлеан Сэйнтс». Илай — младший брат бизнесмена Купера и знаменитого квотербека Пейтона Мэннинга. 19 апреля 2008 года Илай женился на Эбби Макгрю.

### Увлечение
- Он любит играть в гольф с отцом и братьями
- Илай коллекционирует древности[4]